# Glenn Miller (Filmregisseur)
Glenn R. Miller (* 3. Oktober 1974 in Simi Valley, Kalifornien) ist ein US-amerikanischer Filmregisseur und Filmschauspieler.

## Leben
Miller wurde am 3. Oktober 1974 in Simi Valley geboren. Er besuchte das Moorpark College, die California State University, Northridge sowie die New York Film Academy und erlangte einen Bachelor-Abschluss. Mitte der 2000er Jahre begann er seine Filmlaufbahn als Assistenz-Regisseur. Ab 2009 spielte er in unregelmäßigen Abständen in Low-Budget-Filmen als Schauspieler mit, darunter Mega Shark vs. Crocosaurus, Mega Python vs. Gatoroid oder auch Eiszeit – New York 2012, alles Filme des Filmstudios The Asylum.
2012 fungierte er bei der Fernsehserie Jacko's Wild Ride als Regisseur. 2013 gab er sein Filmdebüt als verantwortlicher Regisseur mit The Bell Witch Haunting. Für The Asylum fungierte er in der Horrorkomödie Sex, Gras & Zombies! als Regisseur. Er war als Regisseur für die sogenannte Zoombies-Trilogie, bestehend aus Zoombies – Der Tag der Tiere ist da! (2014), Zoombies 2 – Die Rache der Tiere (2015) und Aquarium of the Dead (2021), verantwortlich. 2022 war er Filmregisseur für den Mockbuster Top Gunner 2 – Danger Zone.

## Filmografie (Auswahl)

### Regie
- 2012: Jacko's Wild Ride (Fernsehserie)
- 2013: The Bell Witch Haunting
- 2014: Sex, Gras & Zombies! (The Coed and the Zombie Stoner)
- 2014: Two Guys & a Gal (Kurzfilm)
- 2014: Golden Winter 2 – Die Katzen sind los (Santa Claws)
- 2014: Zoombies – Der Tag der Tiere ist da! (Zoombies)
- 2016: Escape from the Zoombies (Computerspiel)
- 2017: Deadly Sins – Du sollst nicht töten (Deadly Sins, Fernsehdokuserie, 5 Episoden)
- 2019: Zoombies 2 – Die Rache der Tiere (Zoombies 2)
- 2021: Aquarium of the Dead
- 2021: 5 Gurus and a Big Stack of Cash (Kurzfilm)
- 2022: Top Gunner 2 – Danger Zone (Top Gunner: Danger Zone)

### Schauspiel
- 2009: The Echo Game
- 2010: Mega Shark vs. Crocosaurus
- 2011: Mega Python vs. Gatoroid (Fernsehfilm)
- 2011: Eiszeit – New York 2012 (2012: Ice Age)
- 2011: 18 und immer (noch) Jungfrau (Berely Legal)
- 2011: Violent Night: The Movie
- 2012: Bikini Spring Break Massaker
- 2014: Airplane vs. Volcano (Airplane vs Volcano)
- 2014: Golden Winter 2 – Die Katzen sind los (Santa Claws, Sprechrolle)
- 2023: A Royal Christmas Holiday (Fernsehfilm)